# Ziemetshausen
Ziemetshausen là một đô thị ở huyện Günzburg bang Bayern thuộc nước Đức.